# Хулусі Акар
Хулусі Акар (тур. Hulusi Akar; нар.1 січня 1952, Кайсері) — турецький військовий і державний діяч, міністр оборони Туреччини з липня 2018 по червень 2023 року та колишній голова Збройних сил Туреччини. Раніше обіймав посаду головнокомандувача Турецьких наземних сил. Користується підтримкою НАТО, відомий як військовий стратег.

## Біографія
Народився 1 січня 1952 року в Кайсері. Закінчив Турецьку військову академію в 1972 році та Піхотне училище в 1973 році. 1975 року навчався в Королівському університеті Белфасту за фахом «міжнародна дипломатія».
Обіймав посаду командувача бригади у різних операціях та військових підрозділах НАТО, у тому числі в Міжнародних силах сприяння безпеці, під Бомбардування Югославії силами НАТО, під час боснійської війни, а також служив у складі KFOR під час косовського конфлікту.
Уночі з 15 на 16 липня 2016 року захоплений як заручник під час спроби перевороту.
На парламентських виборах у 2023 році був обраний у Великі національні збори від виборчого округу провінції Кайсері. Акар представляє партію Партію справедливості та розвитку.